# English National Opera

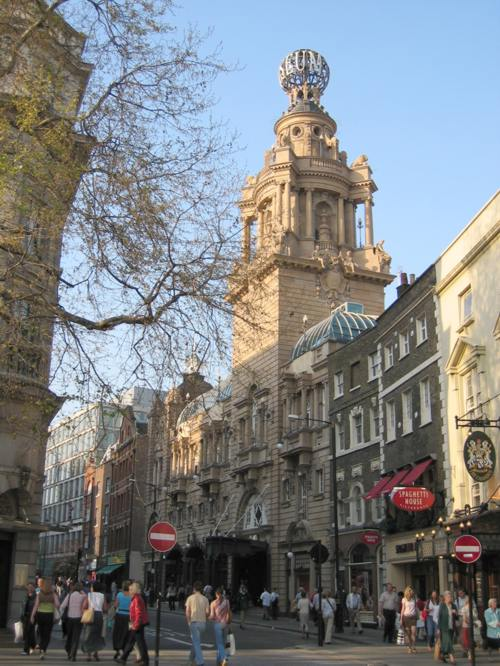
O London Coliseum, casa da English National Opera

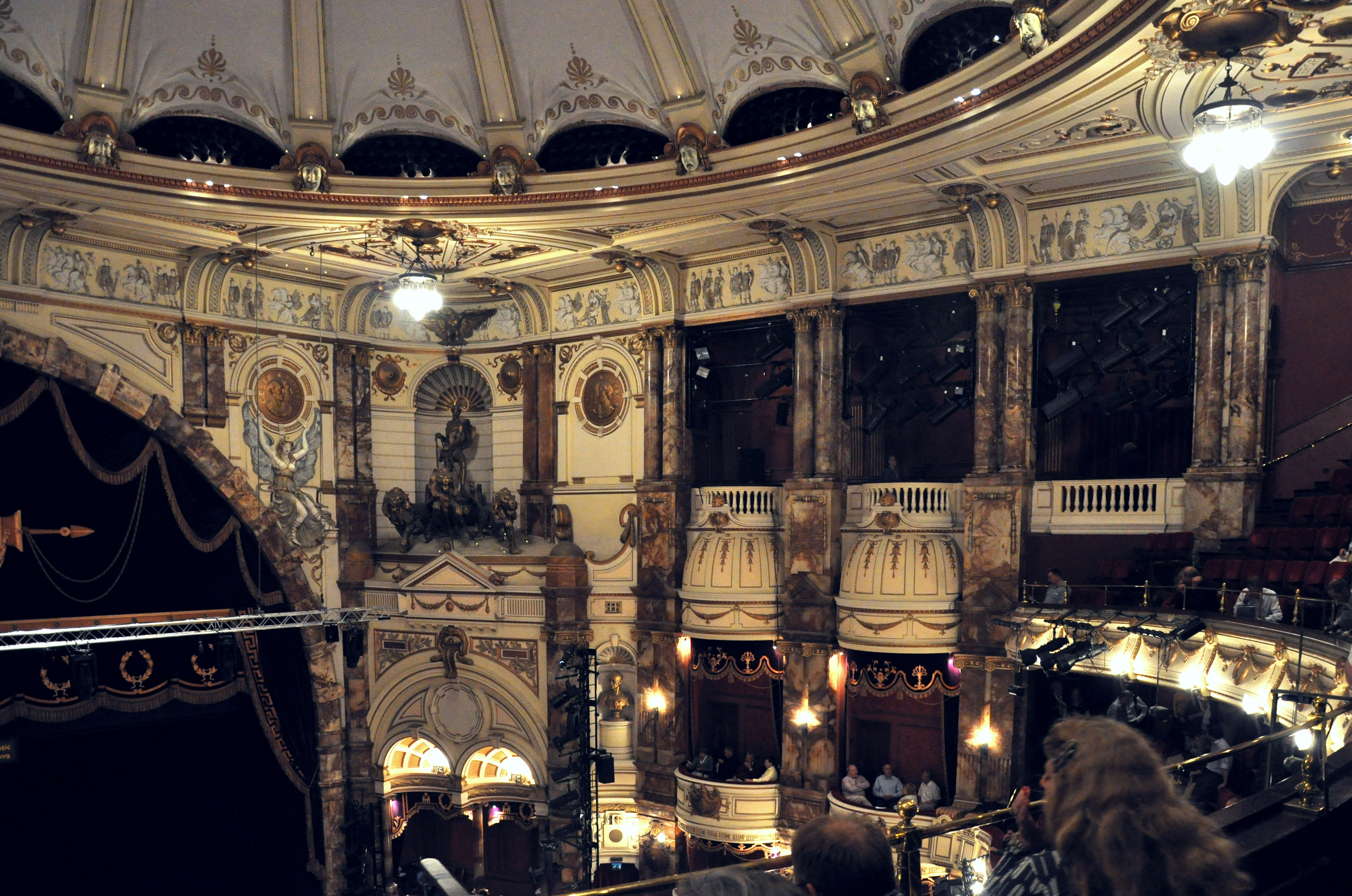
Detalhe do interior do Coliseum, 2011

English National Opera (ENO) é uma companhia de ópera radicada até 2023 em Londres, localizada no London Coliseum, em St. Martin's Lane. É uma das duas principais companhias de ópera da Inglaterra, juntamente com a Royal Opera, Covent Garden. As produções da ENO são cantadas em inglês.
As origens da companhia datam do final do século 19, quando a filantropa Emma Contras, depois ajudada por sua sobrinha Lilian Baylis, apresentava performances teatrais e operísticas no Old Vic em uma área próxima de Londres em prol das populações locais. A partir desse início, Baylis criou tanto a companhia de ópera como a de teatro, e depois acrescentou-se uma companhia de ballet; esses evoluíram para a ENO, o Royal National Theatre e o Royal Ballet.
De 2023 a 2026 vai estar radicada em Manchester.